# Витовонж
Витовонж — деревня в гмине Черниково Торуньского повета Куявско-Поморского воеводства в центральной части севера Польши.